# Karim Aw
Karim Oumar Pierre Aw (* 16. Juni 1965 in Paris) ist ein ehemaliger senegalesisch-deutscher Basketballspieler. Aw begann erst spät, den Sport professionell auszuüben, und spielte ab 1993 in der 2. Basketball-Bundesliga Süd, bevor in der höchsten deutschen Spielklasse Basketball-Bundesliga für den SV Oberelchingen und die BG Ludwigsburg spielte. Im höheren Alter von 40 Jahren gelang ihm mit dem Zweitligisten DJK Falke Nürnberg noch einmal der Aufstieg in die Basketball-Bundesliga 2005/06. Nach dieser weiteren Erstliga-Saison spielte Aw noch bis 2012 für den Zweitligisten Crailsheim Merlins und den Regionalligisten Ansbach Piranhas in höheren Spielklassen.

## Karriere
Nach seiner Geburt in Frankreich verbrachte Aw seine Kindheit zunächst im Senegal, wo er sich für den Fußball begeisterte und als Torhüter spielte. Am Ende seiner Pubertät wuchs er nach eigenen Angaben zwischen dem 16. und 19. Lebensjahr um mehrere Zentimeter pro Jahr und wurde schließlich für den Basketballsport entdeckt. Erst mit 21 Jahren begann er beim MTSV Schwabing, dem ersten Nachkriegsmeister der Herren, in den untersten Spielklassen mit der Ausübung im Verein. 1990 wurde schließlich der Schwabinger Trainer Florian Kröpelin Trainer des Regionalligisten TSV Dachau in der damals dritthöchsten deutschen Spielklasse und lotste auch Aw zum Vorortklub. Zunächst gelang zweimal der Klassenerhalt, bevor unter anderem nach einer Verletzung von Aw die Mannschaft nach der Saison 1992/93 wieder absteigen musste. Aw wechselte daraufhin mit 28 Jahren vom Absteiger zum Regionalliga-Meister TG Landshut, der in die 2. Basketball-Bundesliga 1993/94 aufgestiegen war. Die Landshuter erreichten als Neuling auf Anhieb die Aufstiegsrunde der Gruppe Süd und belegten am Saisonende einen beachtlichen sechsten Platz. In Landshut blieb Aw jedoch auch nur eine Saison und wechselte zum bisherigen Ligakonkurrenten und Erstliga-Aufsteiger aus Oberelchingen.
Die „Elche“, so der Spitzname der Mannschaft, erreichten sehr überraschend in der Basketball-Bundesliga 1994/95 eine ausgeglichene Saisonbilanz und den Einzug in die Play-off-Finalrunde um die deutsche Meisterschaft, in der man in der ersten Runde dem damaligen Serienmeister TSV Bayer 04 Leverkusen unterlag. Auch in der folgenden Basketball-Bundesliga 1995/96 konnte man diesen Erfolg wiederholen, blieb aber in der ersten Play-off-Runde erneut sieglos gegen Titelverteidiger Leverkusen. Anschließend wechselte Aw von der Donau an den Neckar zum Ligakonkurrenten aus Ludwigsburg. Die Ludwigsburger, die bereits in den vier Saisons zuvor immer die Play-offs verpasst hatten, gewannen jedoch nur drei Saisonspiele in der Basketball-Bundesliga 1996/97 und mussten auch in der Relegationsrunde mit den Zweitligisten dem USC Freiburg den Vortritt lassen, weshalb sie nach elf aufeinanderfolgenden Spielzeiten erstmals wieder abstiegen. Nach einer Übergangssaison erreichte man in der 2. Basketball-Bundesliga 1998/99 als Südzweiter die Erstliga-Relegationsrunde, in der der Mannschaft unter anderem gegen den USC Freiburg jedoch der Wiederaufstieg versagt blieb. Stattdessen wurde die Mannschaft in die Regionalliga zurückgezogen. Aw wechselte mit 34 Jahren zurück nach Bayern und spielte in Franken beim bisherigen Ligakonkurrenten DJK Falke aus Nürnberg. Mit dem Südmeister der 2. Basketball-Bundesliga 1999/2000 scheiterte er jedoch erneut in der Erstliga-Relegationsrunde am Aufstieg in die höchste Spielklasse. Nach zwei sportlich mittelmäßigen Spielzeiten folgten zwei Spielzeiten, in denen sich die Mannschaft wieder im oberen Tabellendrittel der Südgruppe festsetzen konnte. Schließlich gelang in der 2. Basketball-Bundesliga 2004/05 nach nur drei Saisonniederlagen die erneute Südmeisterschaft, die diesmal mit dem direkten Aufstiegsrecht verbunden war. So kehrte Aw mit 40 Jahren noch einmal in die höchste deutsche Spielklasse zurück, in der die Nürnberger als Tabellenvorletzter der Basketball-Bundesliga 2005/06 den sportlichen Klassenerhalt um einen Sieg verpassten.
Die Nürnberger spielten zwar eine weitere Erstliga-Saison, nachdem die Spielklasse aufgestockt wurde, doch Aw verließ zunächst die professionellen Spielklassen und spielte im Herbst 2006 kurz beim Regionalligisten Longhorns aus Herzogenaurach, bevor ihn die Crailsheim Merlins im November 2006 zurück in die 2. Bundesliga holten. Mit den Crailsheimern verpasste Aw nach dem zwölften Platz in der 2. Basketball-Bundesliga 2006/07 jedoch die Qualifikation für die neue eingeführte ProA und spielte mit den Merlins innerhalb der zweiten Liga in der hierarchisch untergeordneten ProB 2007/08. Nach dem fünften Platz 2008 gelang als Meister der ProB 2008/09 auch der Sprung in die ProA, den Aw jedoch nicht mehr mitmachte und sich mit 44 Jahren aus den nationalen Spielklassen zurückzog. Beim ehemaligen Zweitligisten hapa Piranhas aus Ansbach, zuletzt 2008 in der ProB, spielte Aw noch drei weitere Spielzeiten bis 2012 in der nach Einführung der ProB nunmehr vierthöchsten Spielklasse Regionalliga. Nachdem Aw erst sehr spät mit dem Basketball begonnen hatte, blieben seine technischen Fertigkeiten etwa im Umgang mit dem Ball eher unterentwickelt, wie er selber zugab. Stattdessen setzte Aw seine Athletik ein, um besonders viele Rebounds zu erreichen, und galt als Defensiv-Spezialist. In seiner Spielweise ähnelte er damit dem damaligen NBA All-Star Dennis Rodman, wenngleich Aw nicht diese Rebound-Dominanz in der Basketball-Bundesliga ausstrahlte wie seinerzeit Rodman in der NBA. Zudem war Aw zwar kein solcher Exzentriker wie Rodman, doch infolge seiner Spielweise, seines Charismas und dann auch fortgeschrittenen Alters galt auch Aw in deutschen Hallen als „Kultfigur“ und stand sinnbildlich und positiv besetzt für „Old School“-Basketball. Wegen seiner afrikanischen Abstammung wurde Aw auch mit Dikembe Mutombo verglichen.